# Klara Izabella Pacowa
Klara Izabella Eugenia Pacowa de domo de Mailly-Lespine (ur. 1631 w Paryżu, zm. 11 marca 1685 roku) – żona kanclerza wielkiego litewskiego Krzysztofa Zygmunta Paca (od 1654 r.), dama dworu królowej Polski Ludwiki Marii, starosta kozienicki.

## Życiorys
Wywodziła się ze zubożałej francuskiej rodziny, daleka krewna Ludwiki Marii Gonzagi. Była córką zubożałego hrabiego Antoniego de Mailly-Lespine i Genowefy d’Urfé, wdowy po księciu de Croy. Wraz z królową przyjechała w 1646 roku do Polski i została przez nią wydana za chorążego wielkiego litewskiego Krzysztofa Zygmunta Paca (1654). Śluby dam dworu z polskimi dostojnikami miały pomóc Ludwice Marii w umocnieniu pozycji politycznej. Po elekcji Michała Korybuta Wiśniowieckiego pozostała bliskim współpracownikiem dworu. Niechęć do Marii Kazimiery Sobieskiej wpłynęła na jej niechęć do polityki Jana III Sobieskiego.
Ich jedyny syn zmarł w wieku 8 lat.

## Dodatkowa literatura
- Polski Słownik Biograficzny (tom 24, s. 774)